# أنتوني جي. غريفين
أنتوني جي. غريفين هو محامي وسياسي أمريكي، ولد في 1 أبريل 1866 في نيويورك في الولايات المتحدة، وتوفي بنفس المكان في 13 يناير 1935. نشط حزبياً في الحزب الديمقراطي. وقد انتخب عضو مجلس ولاية نيويورك ‏ وانتخب عضو مجلس النواب الأمريكي ‏.